# Cel ce supraviețuiește
That Which Survives este un episod din sezonul al III-lea al serialului original Star Trek. A avut premiera la 24 ianuarie 1969.

## Prezentare
Membrii echipajului navei Enterprise vizitează un avanpost abandonat, păzit de un computer misterios.